# فريدريك جون فرينش
فريدريك جون فرينش هو سياسي كندي، ولد في 18 يناير 1847 في كندا، وتوفي في 1924. حزبياً، نشط في حزب أونتاريو المحافظ التقدمي. وقد انتخب عضو برلمان مقاطعة أونتاريو.